# Nez aquilin

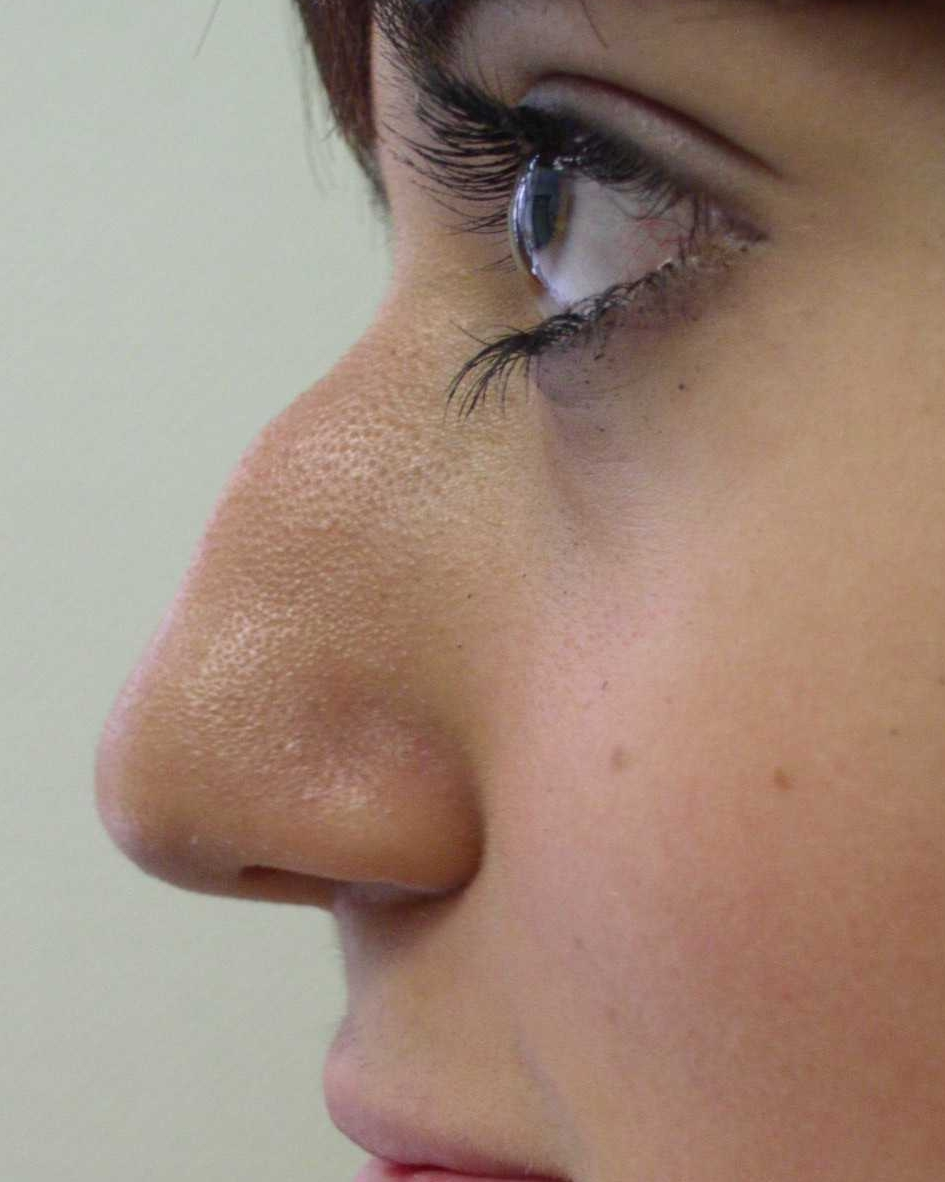
Nez aquilin chez une jeune femme

Un nez aquilin est un nez courbé en forme de bec d'aigle.

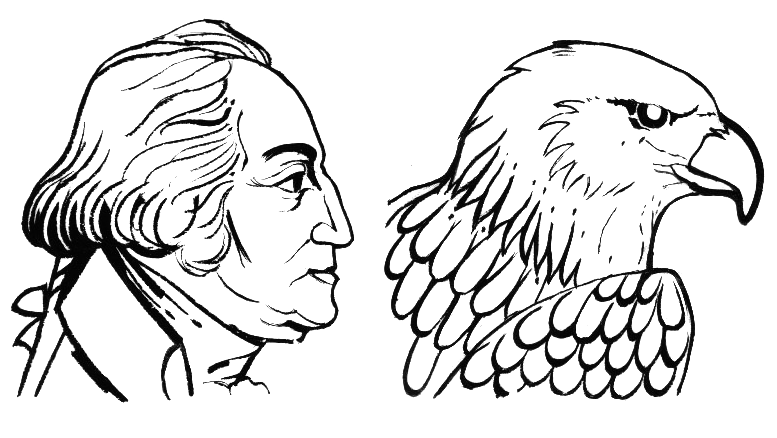